# Yazılıkaya
A Yazılıkaya nevű hettita sziklaszentély Hattuszasztól, a hettiták ókori fővárosától kb. 2 km-re található a mai Törökország területén. Nevének jelentése "Feliratos szikla". A területet már az i. e. 3. évezredben is látogatták, domborművekkel való díszítése III. (IV.) Tudhalijasz uralkodása alatt történt. Két helyiségből áll, (A és B jelű), közülük az egyik, a B jelű az uralkodó temetkezési helye lehetett. A másik helyiségben tarthatták a tavaszünnepet, amikor ünnepélyes külsőségek között kérték a természet isteneit, hogy kedvező legyen az időjárás, és jó a termés.
A sziklaszentély mindkét helyiségét a sziklákba vájt lapos domborművekkel díszítették. Az A helyiségben istenek és istennők sorát vésték a sziklába, az egyik sor élén Teszub viharisten, a másikon Hebat napistennő alakja ismerhető fel. Az istenek az őket megkülönböztető jegyeket viselik, (pl. szarvakkal ellátott fejfedő), és nagyobbak a többi alakhoz képest. A főistenségek falával szemben IV. Tudhalijasz ábrázolása látható. IV. Tudhalijasz királyt a B jelű helyiségben is ábrázolták, Szarruma istenség védelme alatt, ezenkívül az egyik főistent Nergalt az Alvilág istenét emberi felsőtesttel de földbe szúrt kard alakjában jelenítették meg.
A yazılıkayai sziklaszentélyben összesen több, mint 70 istenábrázolással díszítették a sziklafalakat.

## A szentély felépítése

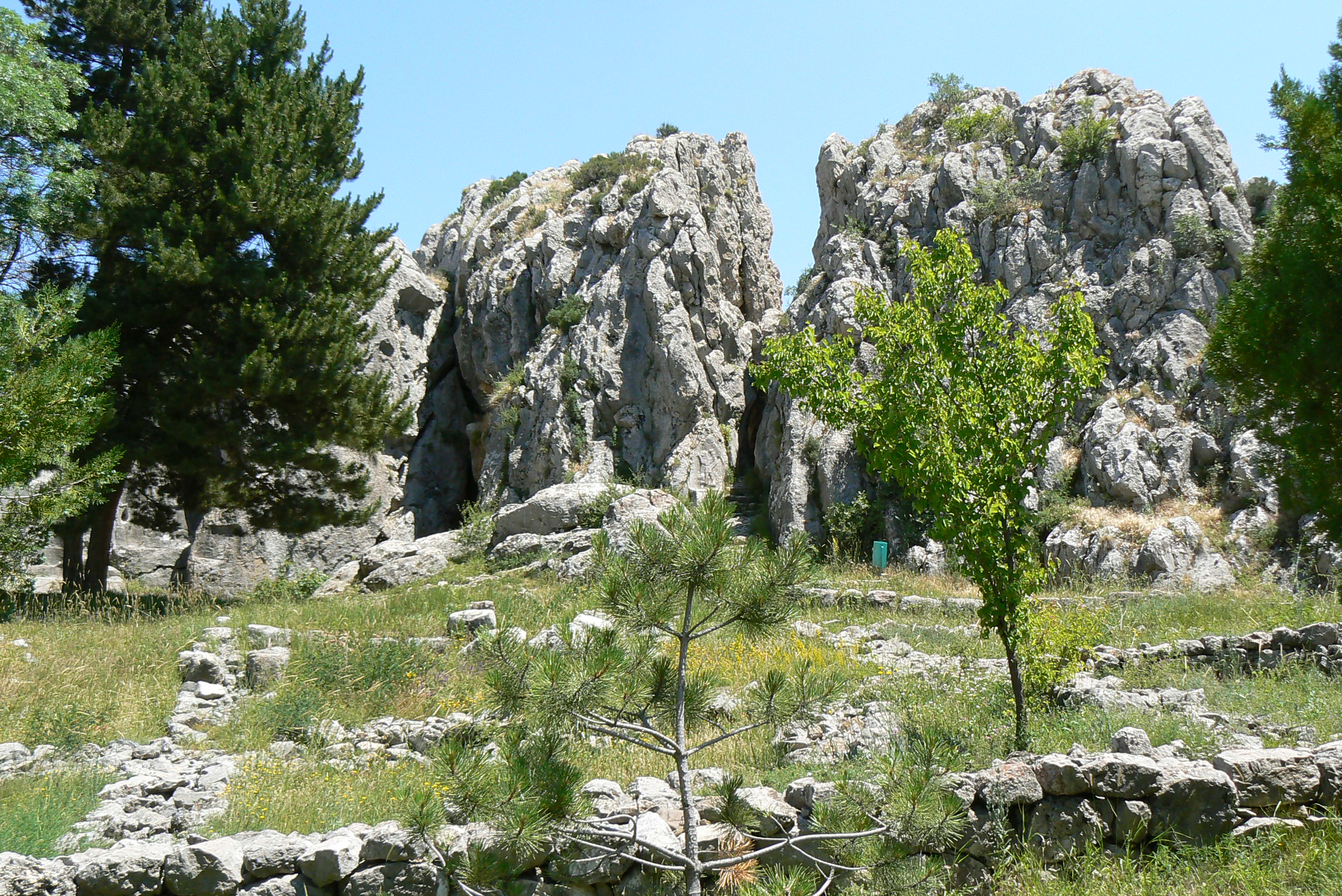
A szentély bejárata az épületkomplexum maradványaival

A hettiták a sziklaszentély bejárata előtt nagyméretű épületkomplexumot emeltek, amelyből napjainkra csak a falak alapzata maradt meg. Az épület falait kőalapra, és a nagyobb szilárdság érdekében farönkökből kialakított keretbe rakott agyagtéglákból emelték. Az épületkomplexum bejárata egy lépcsőkön megközelíthető kapu volt, amely újabb lépcsőkkel megközelíthető sokhelyiséges, egy központi udvar köré kialakított épületbe vezetett. Ezeket a kisméretű helyiségeket valószínűleg a szertartások előkészítésére használták, vagy kevésbé fontos szertartásokat végeztek bennük. Ezután egy újabb lépcsősoron keresztül lehetett a szentély A jelű helyiségébe belépni. A sziklaszentélyben lévő domborművek eredetileg sokkal feltűnőbbek voltak, a frissen elegyengetett szikla színe sokkal világosabb lehetett, mint jelenleg, ez a kisebb, B jelű helyiségben a jobb állapotban megmaradt domborműveken látszik. Feltételezhető, hogy a domborműveket élénk színűre festették, bár festéknyomok nem maradtak fenn. A feltételezést arra alapozzák, hogy majdnem minden ókori kultúrában műalkotásaik díszítésekor kedvelték az élénk színeket. A szentély két helyiségének falait sziklák alkotják, amelyek elérhetik a 12 méteres magasságot is. A kamrák tetejét sosem fedték be.

## A szentély felfedezése és a régészeti feltárások

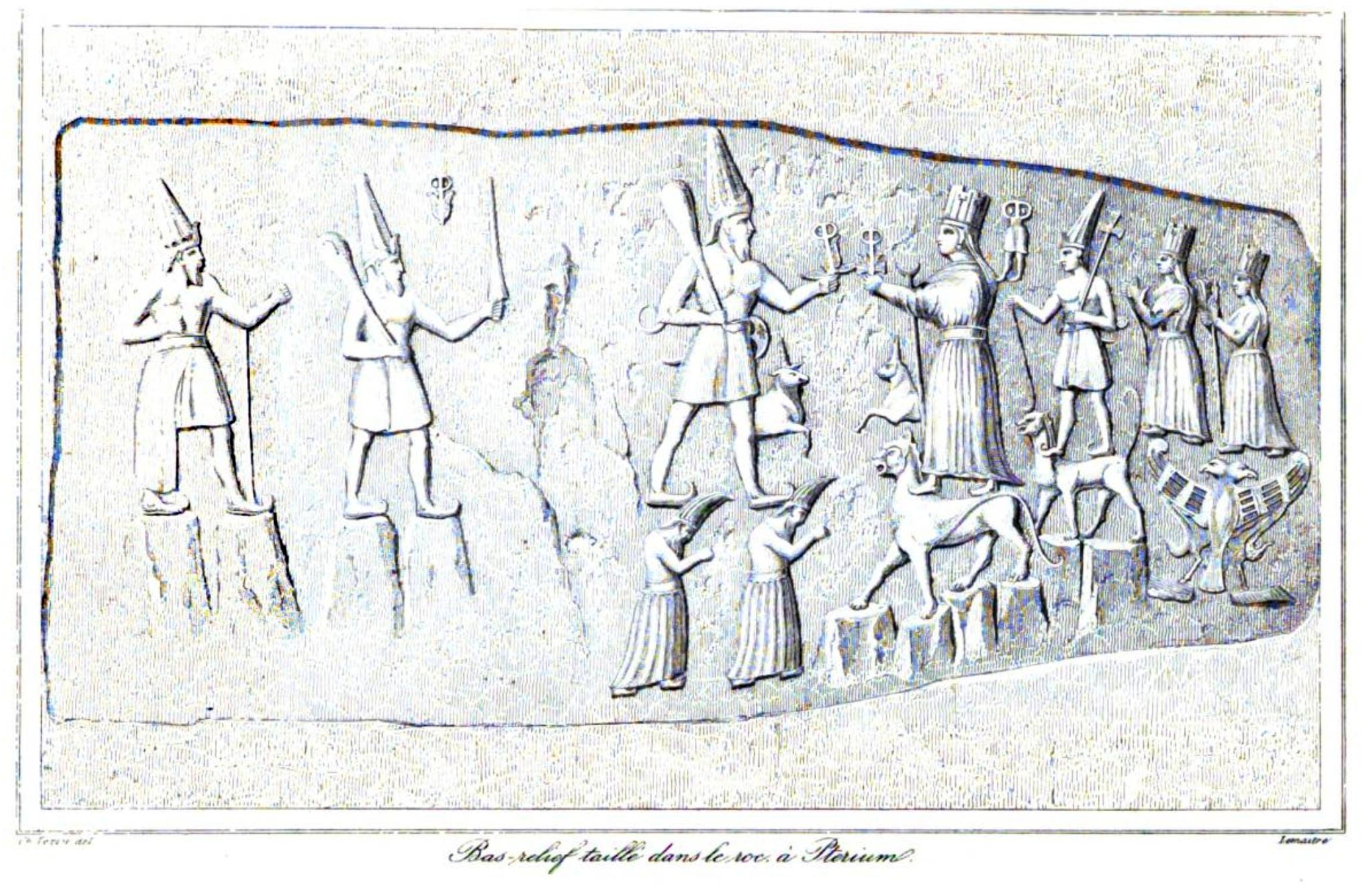
Charles Texier rajza Yazılıkaya domborműveiről

- 1834. július 28.: Charles Texier felfedezi Hattuszasz romjait. Rajzokat készít Yazılıkaya domborműveiről.
- 1858: Heinrich Barth és Andreas D. Mordtmann letisztíttatja a kisebb, B jelű helyiségének domborműveit.
- 1861: Georges Perrot, Edmont Guillaume és Jules Delbet részletes és pontos rajzot készít a domborművekről és publikálja az első fotókat. A domborműveket nem tudták azonosítani, mert a hettitákról abban a korban gyakorlatilag semmit nem tudtak.
- 1864: Henry J. von Lennep újabb rajzokat készít a sziklaszentélyről.
- 1882: Karl Human gipszmintát vesz számos domborműről.
- 1893–1894: Ernest Cauntre kutatóárkokat nyit a sziklaszentélybe.
- 1931–1939 között és 1952-től napjainkig: Folytatódnak a Német Régészeti Intézet és a Német Keleti Társaság ásatásai. Vezetői többek között Kurt Bittel (1977), Peter Neve (1978–1993), Jürgen Seeher (1994–2005).
- 2001 óta: Kisebb léptékű feltárásokat végeznek a sziklaszentélyben.[2]

## Az A jelű helyiség
A szentély nagyobb, A jelű helyisége körülbelül 30 méter hosszú talaját eredetileg kőlapokkal borították. Mészkősziklából álló oldalait horizontálisan a sziklába vésett panelekbe faragott lapos domborművekkel díszítették. Az A jelű helyiségben összesen 63 istenalakot véstek a sziklába, az 1–42. számú alakok jobbra néznek, a 43–44. számú két alak a két főistenség, akik a helyiség hátsó falán találkoznak, a 43–63. számú alakok balra néznek. A bal oldali falon (két alak kivételével) férfi, a jobb oldalin női istenségeket ábrázoltak. Minden alak a bejárattal szemben álló fal felé néz, úgy tűnik, mintha lassan vonulnának a hátsó fal felé. A férfi istenségek oldalán majdnem minden alak rövid szoknyát visel, és magas, csúcsos sisakot. Szandáljuk orra felfelé kunkorodó, az alakok túlnyomó többsége vállára vetett buzogányt vagy kardot tart a kezében. A hegyi istenségeket hosszú szoknyában ábrázolták, számos alak négyszögletesre vágott szakállt visel, némelyikük fülében fülbevaló ismerhető fel. Három istenséget szárnyakkal jelenítettek meg, egy másik istenség feje fölött egy szárnyas napkorong látható. Két ember/bika keveréklény egy növekvő holdszimbólumot tart a feje fölött. A férfialakok mellett látható két nőalak Szauszka isten szolgálólányai, ők mögötte haladnak a felvonulásban. A jobb oldali falon lévő istennőalakok nagyon hasonlítanak egymáshoz, alig mutatnak egyedi jellegzetességeket. Minden istennőalak hosszú orrú cipőt, hosszú szoknyát, széles övet, blúzt, kendőt vagy köpenyt és magas fejdíszt visel. Hosszú hajfonatuk derékig ér, ökölbe szorított jobb kezüket kinyújtják, bal kezüket állukhoz emelik. Alakjukat profilból ábrázolták, egyenesen előre néznek. Ellentétben velük, a férfialakok felsőtestét mindig szemből ábrázolták, ez a megkülönböztetés általában jellemző a hettita domborműszobrászatra. A hátsó falon látható jelenet a két főisten, a viharisten Teszub (Tarhuntasz) és Hebat anyaistennő találkozását jeleníti meg. A szakállas istenalak két hegyi isten vállán áll, kezében nagyméretű buzogányt tart. A napistennő hosszú szoknyát és magas fejdíszt visel. Számos alak arca vagy kinyújtott keze fölé lúviai hieroglifákkal bevésték nevüket a sziklába. A legfelső hieroglifa minden esetben az „isten” hieroglifa, ami egy horizontálisan ábrázolt ovális alakú szimbólum, középen egy függőleges vonallal. A nevek egy jelentős részét eddig nem tudták azonosítani, a megfejtett feliratok az istenségek hurri nyelven írt nevei. Az i. e. 14. és 13. században a kelet-anatóliai és észak-mezopotámiai hurri kultúra nagymértékben hatott a hettitákra, pl. számos királynőjük hurri származású volt. A domborművek alatt helyenként padszerű kiemelkedéseket hagytak a sziklák felületén, ide valószínűleg áldozati ajándékokat helyeztek el. A 25–33. számú alakok alatt lévő kiemelkedést három négyszögletes bemélyedés tagolja, ezekben valószínűleg tömjént égettek, vagy kultusztárgyakat tartottak.

## Istenségábrázolások az A jelű helyiség bal oldali falán

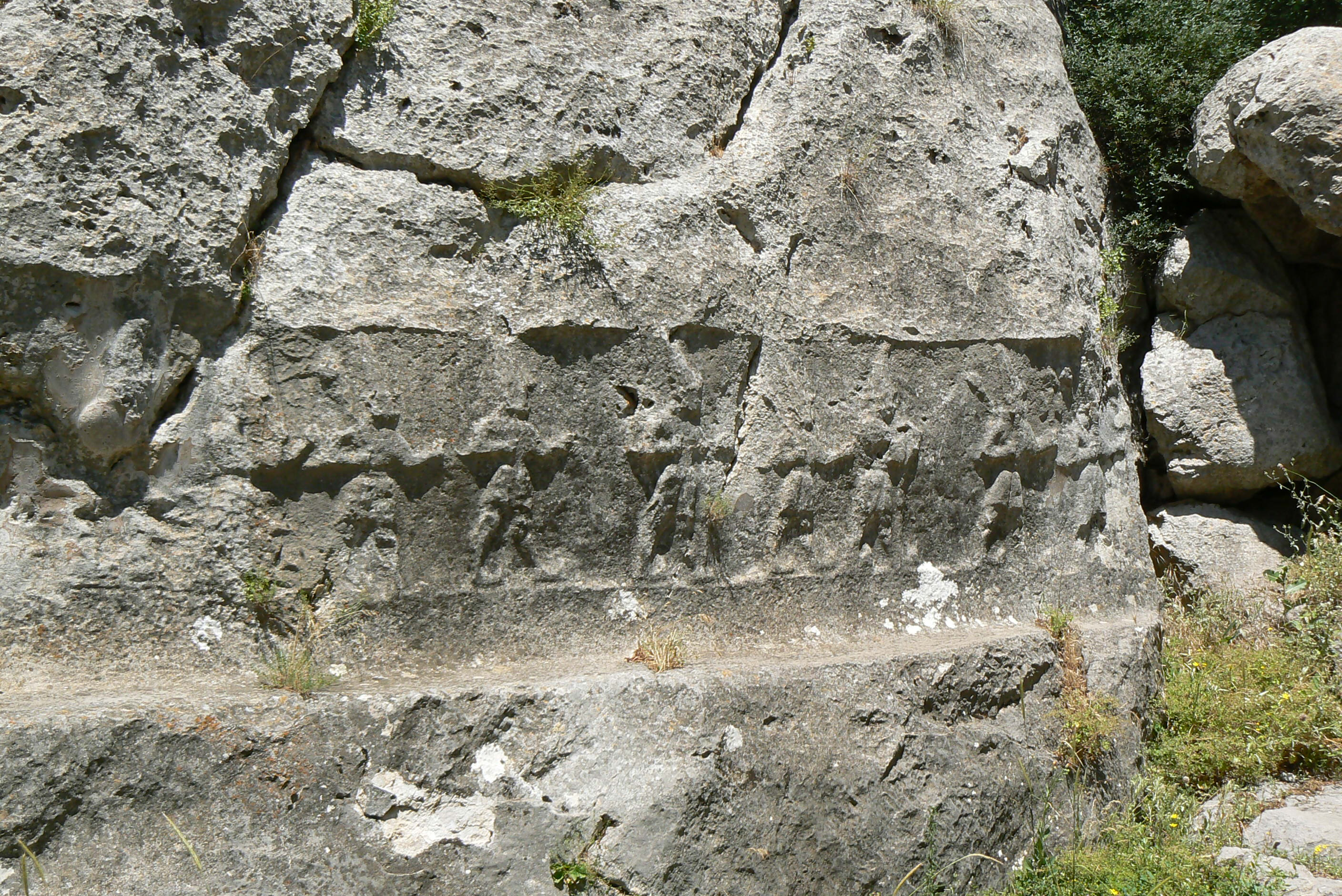
A 16a-24. számú domborművek

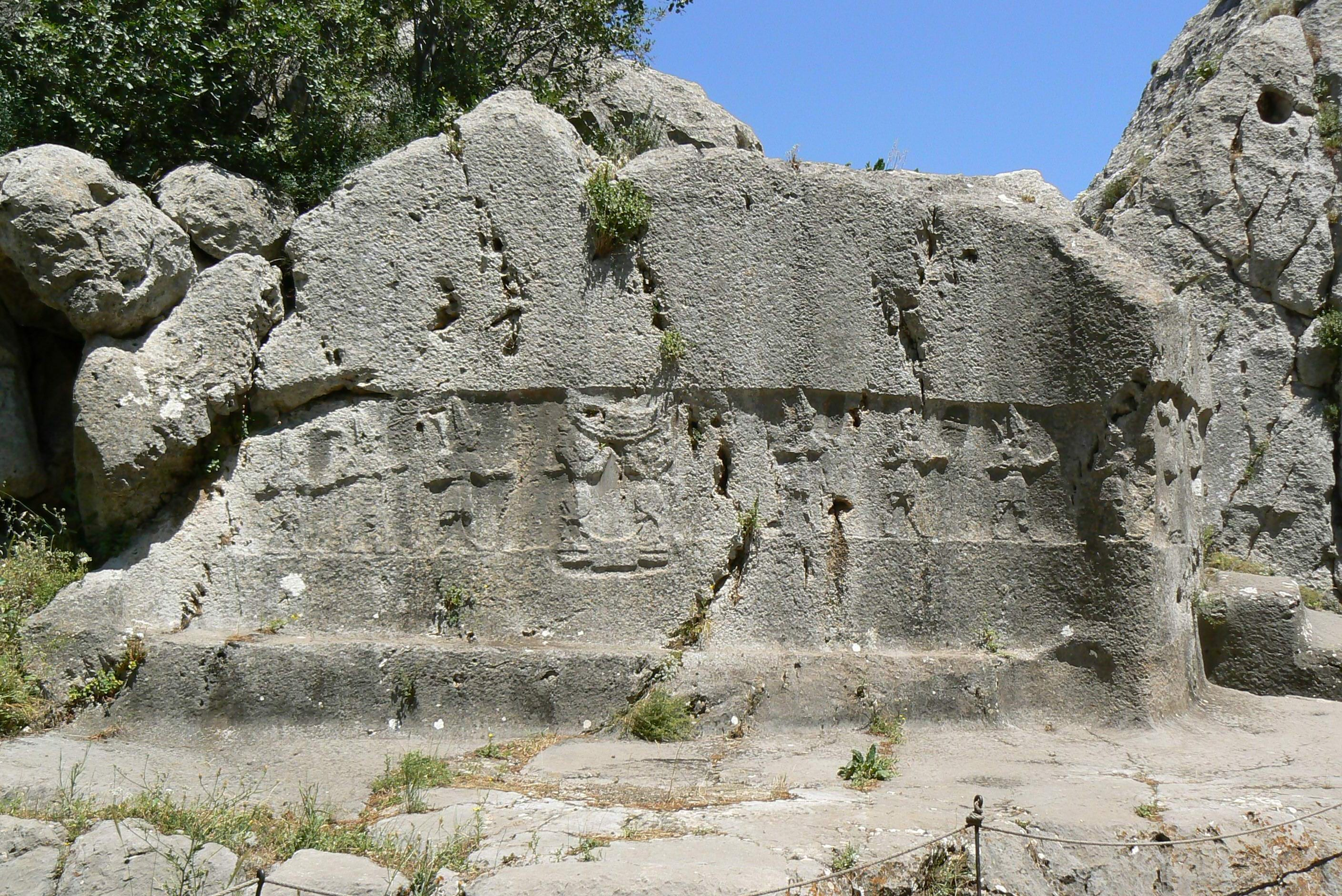
A 25-33. számú domborművek

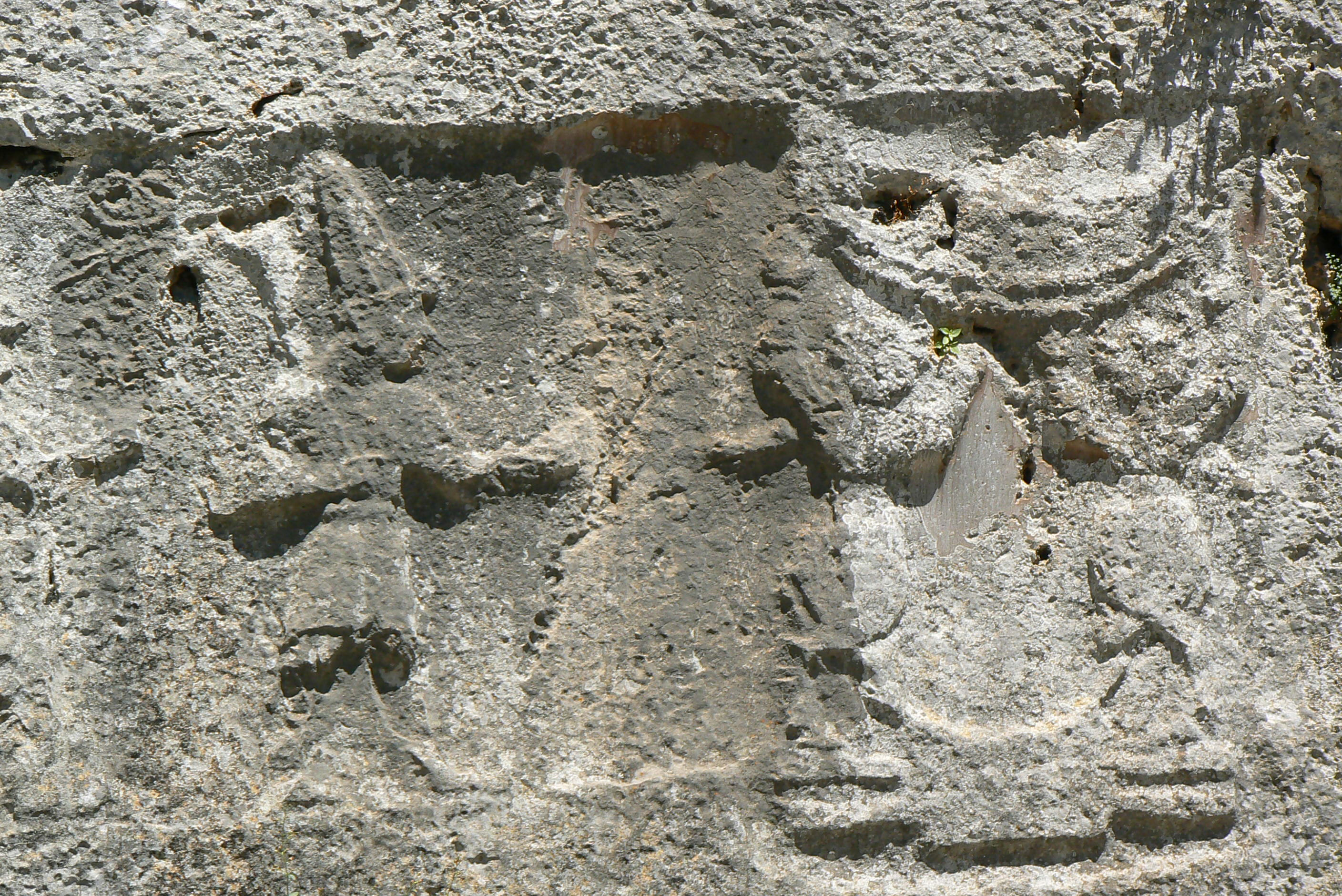
A 27-29. számú domborművek

- 1–12: Az alvilág tizenkét istene; tizenkét majdnem azonos férfialak rövid szoknyában, csúcsos, isteni eredetre utaló szarvakkal ellátott sisakkal a fején. Bal kezükben kardot tartanak, amelyet a vállukon visznek, a pengék éle hátrafelé néz. Ugyanez a tizenkét istenségből álló domborműsor megjelenik a B helyiségben is, ahol az alakok jobb állapotban maradtak meg.
- 13–15: Három hegyi istenség; szakállas férfialakok, hosszú szoknyában amelyekre hegyek és források szimbólumait faragták. Csúcsos, szarvakkal ellátott sisakot viselnek, a 14. és a 15. számú alak mellé eddig nem értelmezett luvi hieroglif jelekkel az istenséget nevét faragták.
- 16: Azonosítatlan istenalak; férfialak, rövid szoknyában és csúcsos sisakkal a fején. Nevét eddig nem tudták megfejteni.
- 16a–17: Két hegyi istenség; szakállas férfialakok szoknyában és előrehajló csúcsos sisakkal. A rárakódott talajréteg miatt a 16a számú dombormű jó állapotban maradt meg. Az alakokat még nem azonosították.
- 18–22: Öt azonosítatlan istenalak; mindegyikük a tipikus szoknyát viseli és a szarvakkal ellátott csúcsos sisakot. A 20. és 22. számú alak ezenkívül hosszú köpenyt visel, a 18. és 21. alak buzogányt tart a kezében.
- 23–24: Két szakállas istenalak; férfialakok szoknyában és csúcsos sisakkal. Mindketten buzogányt tartanak a kezükben, a 24. számú alak hosszú köpenyt hord. Kinyújtott bal karjuk elé nevüket vésték a sziklába, de a hieroglifákat eddig még nem tudták értelmezni.
- 25–27: Három istenalak; férfialakok szoknyában és csúcsos sisakkal. Mindhárman bal vállukon hosszú kardot hordanak. A 25. számú alak neve nem maradt fenn, a 26. alak valószínűleg Piszaisza istent, a 27. Nergalt az alvilág istenét ábrázolja.
- 28–29: Két keveréklény; két félig bika-, félig emberalak. A mennybéli bikákat, Hurit és Szerit ábrázolják. Az alakok a földet jelképező négyszögletes szimbólumon állnak, és a Hold jelképét tartják a fejük fölött.
- 30: Valószínűleg Heszni háborúisten; férfialak szoknyában és csúcsos sisakkal a fején. Jobb vállára vetett kardot tart a kezében.
- 31: Pirinkír isten; fegyvertelen férfialak, rövid szoknyában és kerek sisakkal a fején. Vállából szárnyak nőnek ki.
- 32: Ismeretlen védőisten; férfialak szoknyában és csúcsos sisakkal a fején. Jobb vállára vetett kardot tart a kezében.
- 33: Asztabisz háborúisten; férfialak szoknyában és csúcsos, szarvakkal ellátott sisakkal a fején. Jobb vállára vetett kardot tart a kezében.
- 34: A Mennyei Napisten; hosszú köntöst viselő férfialak, lekerekített sisakkal a fején. Jobb kezében hosszú botot tart, amelynek alsó vége felfelé tekeredik. Kinyújtott bal karja alatt egy kardmarkolat részlete, feje fölött egy szárnyas napkorong látható.
- 35:A Holdisten; férfialak, fején szarvakkal ellátott csúcsos sisakot, vállán hosszú kendőt visel. Sisakja felett a növekvő Hold szimbóluma látható, vállaiból szárnyak nőnek ki.
- 36–37: Ninatta és Kulitta, Szauszka isten szolgálólányai; két, hosszú inget, lekerekített fejfedőt és rakott szoknyát viselő nőalak. Az egyikük (Ninatta) valószínűleg egy tükröt, a másikuk (Kulitta) egy kenőcsösfiolát tart a kezében. A két dombormű az átlagosnál jobb állapotban maradt meg, megőrizték eredeti felületük egy részét.
- 38: Szauszka isten, Istár istennő férfi megtestesülése; férfialak, az istenekre jellemző sisakot visel, hosszú köpenyt, rövid szoknyát, és a rövid szoknya tetején egy másik rakott szoknyát. Vállaiból szárnyak nőnek ki.
- 39: Éa bölcsességisten; szakállas férfialak, szarvakkal ellátott csúcsos sisakkal a fején, rövid szoknyában és hosszú köpenyben. Jobb kezében a vállára vetett buzogányt tart.[3]

## Istenségábrázolások az A jelű helyiség hátsó falán

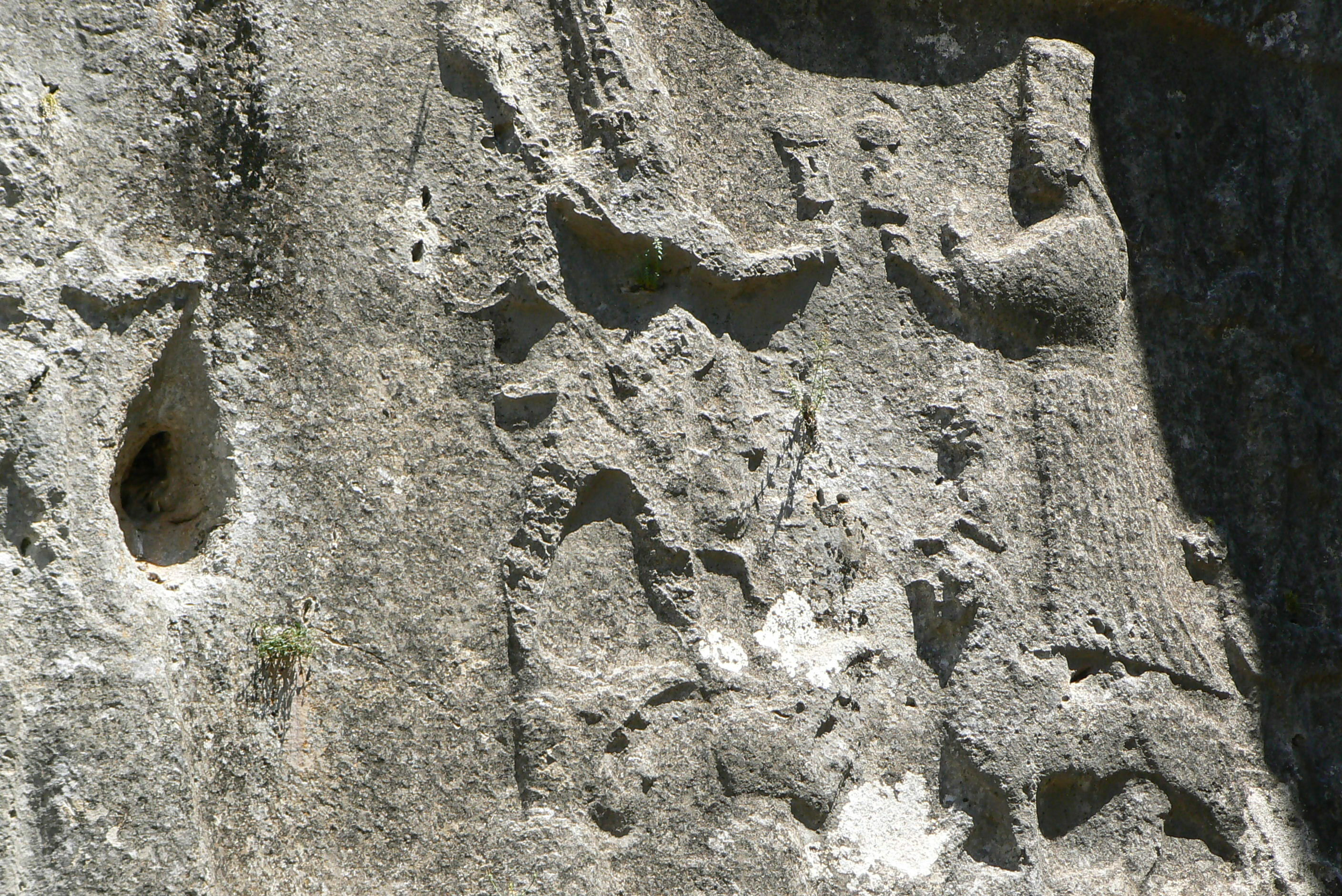
A főistenek találkozása az A jelű helyiség hátsó falán

- 40: Valószínűleg Kumarbi isten; szakállas istenalak, magas, csúcsos sisakban. Széles öve mögött egy kardmarkolat részlete látható. Két magas pódiumon áll, amelyek hegyeket jelképeznek.
- 41: Valószínűleg Hatti időjárás istene; szakállas férfialak, csúcsos sisakban amelynek tetején egy ülő bikát ábrázoltak. Rövid szoknyát és elöl nyitott köpenyt visel. Övében kardot hord, jobb kezében nagyméretű buzogányt, bal kezében hosszú botot (lándzsát ?) tart. A 40. számú istenalakhoz hasonlóan két magas pódiumon áll.
- 42: Teszub viharisten; szakállas férfialak rövid szoknyában és számos szarvval díszített sisakban. Jobb oldalán az övébe tűzött rövid kardot hord, jobb kezében buzogányt tart. Két szakállas hegyi istenalak vállán áll, lábai mögött egy isteni attribútumokkal ellátott sisakot viselő bika látható.
- 43: Hebat napistennő; hosszú blúzt, rakott szoknyát és széles övet viselő nőalak. Magas fejdíszt hord, amelynek alakja egy megerősített városfalra emlékeztet. Hosszú hajfonata a derekáig ér. Egy macskaféle hátán áll, az állat mancsai négy, hegyeket jelképező kőre támaszkodnak. Az istennő mögött egy ágaskodó bika részlete látható, eddig még megfejtetlen hieroglifákkal.
- 44: Szarruma isten, Hebat és Teszub fia; az egyetlen férfiábrázolás a női istenalakok felvonulásában. Hosszú hajfonata a derekáig ér, rövid szoknyát, és magas csúcsos sisakot visel, amelynek elejét szarvak díszítik. Övében kardot hord, bal kezében csatabárdot tart. Hebat istennőhöz hasonlóan ő is egy macskaféle hátán áll, jobb kezében az állat nyakára kötött póráz végét tartja.
- 45–46: Hebat és Teszub lánya (Alanzu istennő), és unokájuk; két majdnem egyforma nőalak rakott szoknyában. Magas fejdíszük hasonlít Hebat istennő fejdíszéhez, egy megerősített várfalra emlékeztetnek. Hosszú hajfonatuk a derekukig ér. A két nőalak egy kétfejű sas tetején áll.[4]

## Istenségábrázolások az A jelű helyiség jobb oldali falán

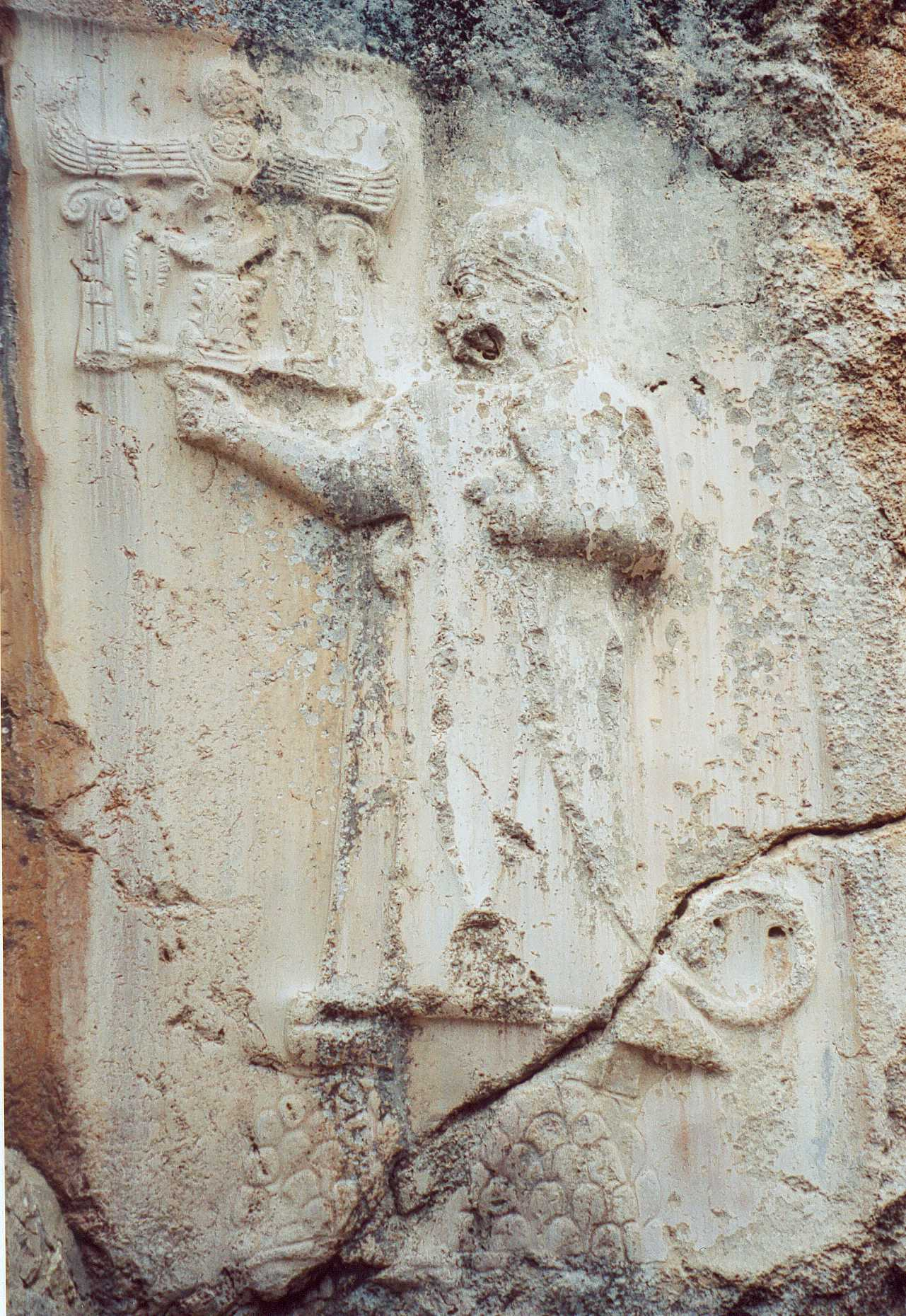
III. (IV.) Tudhalijasz király (a 64. számú dombormű)

- 46a: Valószínűleg Tarru Takiru istennőt ábrázolták ezen a helyen. Az alakból mára nem maradt semmi, csak a nevét leíró hieroglifák egy része látható.
- 47: Hutena istennő.
- 48: Hutellura istennő.
- 49: Allalu istennő; az alak fejének egy része hiányzik, a sziklafalba ezen a helyen a hettiták utáni időkben egy négyszögletes mélyedést alakítottak ki.
- 50–51: Azonosítatlan istennőábrázolások.
- 52: Szalusz istennő.
- 53: Tapkina istennő, Ea bölcsességisten felesége.
- 54: Nikkal istennő, a holdisten felesége.
- 55–63: Azonosítatlan istennőábrázolások[4]

### III. Tudhalijasz király ábrázolása (a 64. dombormű) és a 65-66. számú domborművek
A sziklaszentély legnagyobb méretű domborműve III. (IV.) Tudhalijasz hettita uralkodót ábrázolja (64. számú dombormű). Az A jelű helyiség jobb oldali falának elején látható, az istennők felvonulása mögött, szemben a két főisten találkozását ábrázoló domborművel. Az uralkodó így tiszteletteljes távolságban van az istenektől, mégis a közelükben foglal helyet. A király ezen ábrázolásán alapul az a feltételezés, hogy a szentély végső kialakítása az ő idejében történt, az i. e. 13. század közepén. A dombormű egy természetes mészlerakódásnak köszönhetően a többinél jobb állapotban maradt meg. Az év legnagyobb részében árnyékban van, csak júniusban éri délutánonként egy rövid ideig közvetlen napfény. A király alakja nagyon hasonlít a 34. számú napisten alakjához. Hosszú köpenyt, csúcsos orrú cipőt és lekerekített sisakot visel. Bal kezében pálcát tart, amelynek alsó vége felfelé csavarodik, köpenye alatt egy csatabárd részlete látható. Az alak két, hegyeket jelképező, lekerekített és pikkelyszerű díszítésekkel ellátott kődarabon áll. Az uralkodó kinyújtott jobb karja fölé luvi hieroglifákkal vésték a falba nevét és címeit. A hieroglifa-csoport alján a neve látható „tu” (egy fekvő csizmaszerű szimbólum, ), mellette kétoldalt a király címe „labarna” (tőr egy nyíló virág fölött), majd az egészet a „nagy király” szimbóluma (egy kúp egy csigavonal alatt, ) foglalja keretbe. A hieroglifák fölött egy szárnyas napkorong látható.
A helyiség bejáratánál található 65. és 66. számú alak nagyon rossz állapotban maradt meg. Egy csúcsos sapkát viselő férfialak ül egy magas fejdíszt hordó nőalakkal szemben. Közöttük asztal vagy egy áldozati oltár található. A figurák fölé vésett hieroglifákból csak az „isten” hieroglifák maradtak meg, így az alakokat nem tudták azonosítani.

## A B jelű helyiség

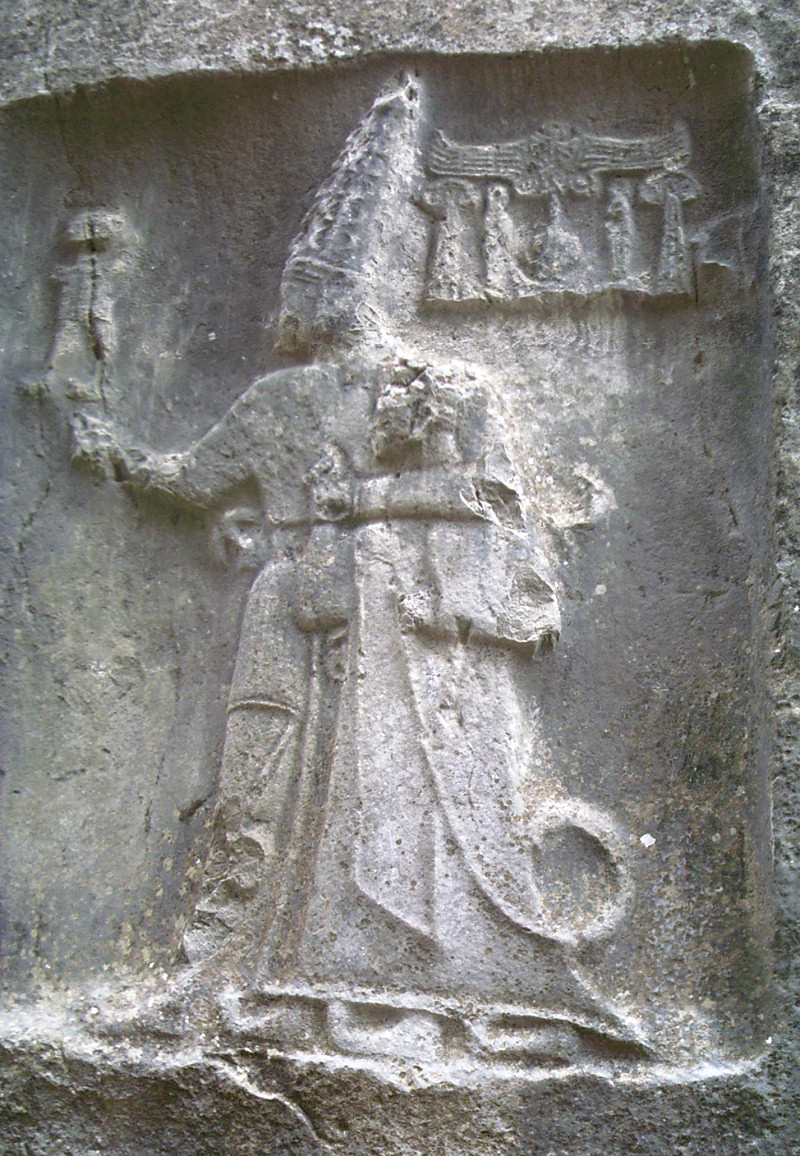
Szarruma isten és IV. Tudhalijasz király

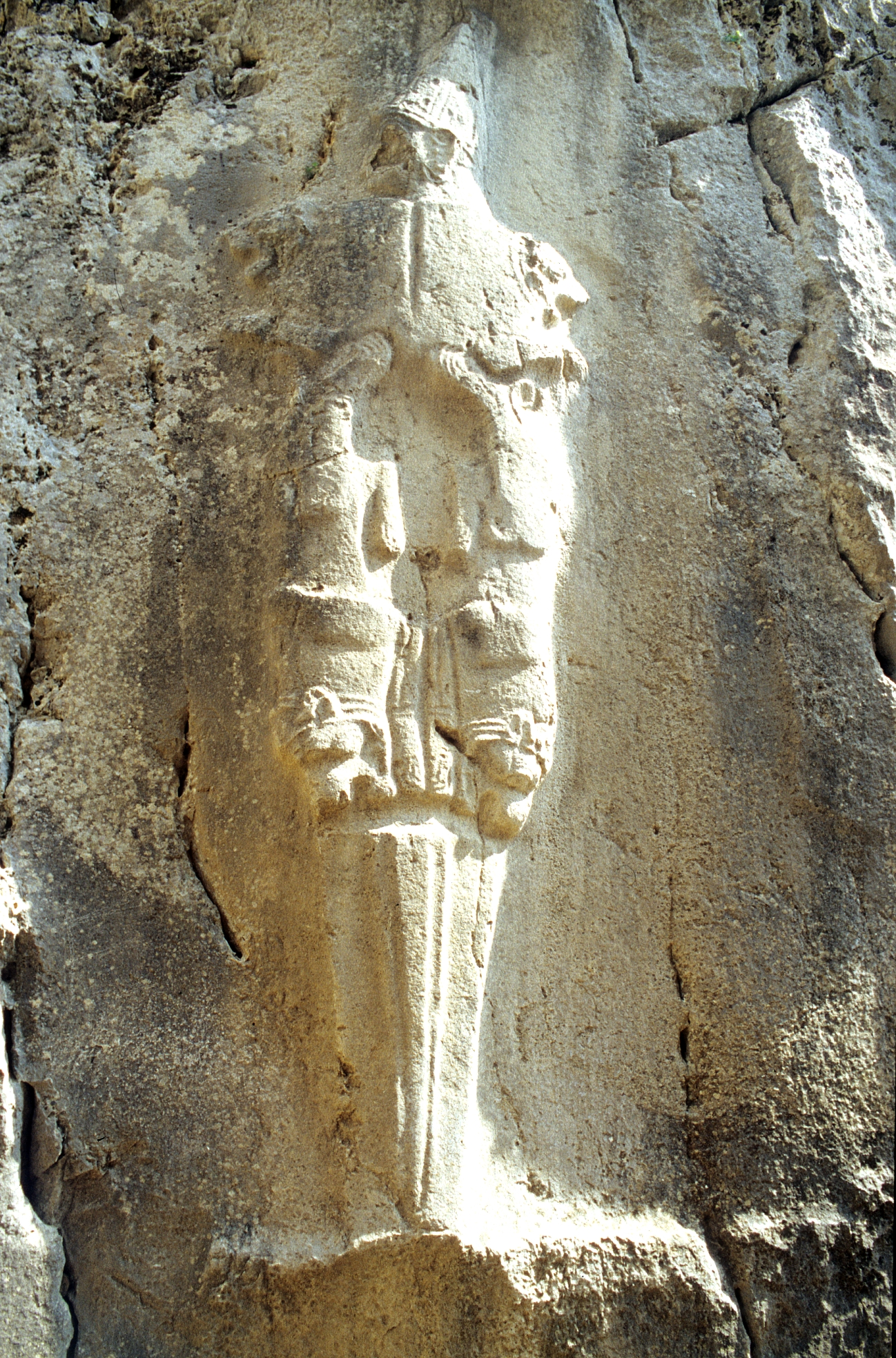
Nergal az alvilág istene

A B jelű helyiség körülbelül 18 méter hosszú, északi oldalán 4 méter, déli oldalán 2,5 méter széles. Oldalsó falait nem egyengették el, meghagyták természetes formájában. A B helyiség domborművei az A helyiségben találhatóknál sokkal jobb állapotban maradtak meg, ennek oka, hogy a 19. század közepéig a kamrát félig törmelék borította. Szűk bejáratánál két szárnyas, oroszlánfejű démont véstek a sziklába (67 és 68. számú domborművek). Az alakokat fenyegetően felemelt karral ábrázolták, ez olyan hatást kelt, mintha a bejáratot őriznék. Feltételezhető, hogy a kamra III. (IV.) Tudhalijasz hettita uralkodó temetkezési helye volt. Fia, II. Szuppiluliumasz egy szobrot állíttatott apja emlékére, a kamra bejáratánál található mészkőtömb a szobor talapzata lehetett. A bejárattól jobbra az alvilág tizenkét istenének az alakját faragták a sziklába (69–80. számú domborművek). A figurák nagyon hasonlítanak az A jelű helyiségben található tizenkét alvilági istenalakra. Inget, széles övet, rövid szoknyát és csúcsos orrú cipőt hordanak. Jobb kezükben vállukra vetett kardot tartanak, magas csúcsos sisakjuk isteni származásukra utal.

### Szarrumma isten és III. Tudhalijasz király
Ez a kamra Szarruma isten ikonográfiájának legteljesebb ismert bemutatója. A domborművön az istenség előrelép, karja alatt III. Tudhalijasz királlyal. Szarruma istent (III. Tudhalijasz patrónusát) úgy ábrázolják, mintha kísérné valahová az uralkodót, feltételezhetően halála után a túlvilágra. Az uralkodó ugyanolyan hosszú, alsó végén felfelé csavarodó botot tart a kezében, mint az A helyiségben a 64. számú ábrázolásán, öltözéke is hasonló, hosszú köpenyt, lekerekített sisakot, és csúcsos orrú cipőt visel. Szarrumma egy fejjel magasabb alakja rövid szoknyát, széles övet hord, hosszú haja a háta közepéig ér. Mindkét figura köpenye mögött egy rövid kard markolatának részlete látható. Szarrumma bal karjával átöleli a királyt és megragadja annak felemelt jobb csuklóját. Az istenalak magas, szarvakkal ellátott sisakja (a szarvkorona és a sisakkorona egyesítése) mellett a király nevét és címeit felsoroló hieroglifákat véstek a sziklába. Ez a hieroglifa-csoport nem teljesen ugyanaz, mint amit az A helyiségben ábrázoltak. A jobb szélén megjelenik egy „hős” szimbólum (), és az A helyiségben a hieroglifa-csoport közepén ábrázolt hegyi istenség alakja helyett itt csak a szimbóluma látható.

### Nergal az alvilág istene (a Kardisten)
Ez a rendkívül ritka megjelenítésű istenalak egy szarvakkal ellátott sisakot viselő, emberfejű, földbeszúrt kardot ábrázoló dombormű. Fülében fülbevalót visel, hosszú, kibontott haja a nyakába hullik. Karjait és vállait két oldalra néző oroszlánfigura helyettesíti. A kard markolata két függőlegesen álló oroszlánábrázolás, az oroszlánok fogukat vicsorítják, és úgy tűnik, mintha a föld felé tartanának. Alattuk a kard pengéjét függőleges sávokkal tagolták, a kard hegye nem látható. Ezen a ponton valószínűleg egy pódiumot állítottak fel a szikla mellé.

### A III. Tudhalijasz király nevét és címét ábrázoló dombormű
Ez a hieroglifa-csoport nagymértékben hasonlít az A helyiségben látható (64. számú dombormű) királyi név- és címábrázoláshoz. Egy szárnyas napkorong alatt alul, középen a király neve látható „tu”, fölötte egy szakállas, rakott szoknyát és csúcsos sisakot viselő, felemelt kezében buzogányt tartó hegyi istenséget ábrázoló alak. Az istenalak jobb és bal oldalán következik a „labarna” szimbólum, és végül a hieroglifa-csoport jobb és bal szélén a „nagy király” szimbóluma. A feltételezések szerint az uralkodó nevét és címét azért vésték itt újra a sziklába, hogy azonosítsa a királynak a kamrában felállított kultuszszobrát.